# Zetor
Zetor je češki proizvajalec traktorjev in druge opreme. Do leta 1990 je bil podružnica podjetja Zbrojovka Brno. Ime Zetor izhaja iz  "Zet" (izgovorjava črke Z (od Zbrojevke) v češčini) in zadnjih dveh črk besede traktor. Zetor je uvedel več novosti v traktorje, kot npr. varnostna kabina. Verzije traktorjev Zetor proizvajajo v državah kot so Argentina, Burma, Indija, Irak, Urugvaj in Zaire.
Do leta 2001 so zgradili okrog 1 100 000 traktorjev.

## Modeli
- Zetor 25A (1945)
- Zetor 3511(1972)
- Zetor P-133 (1946)
- Zetor Super 50 (1955)
- Zetor 4511 (1959)
- Zetor 50 Super (1960)
- Zetor 2011 (1964)
- Zetor 3045 (1968) - 3011 deluxe (1972)
- Zetor 2511 30CV (1970)
- Zetor 5748 Allrad (1971) - 5711 - 12045 (1978)
- Zetor 4911-4945 (1979)
- Zetor 12011 - 12111 - 12145 (1989)
- Zetor Serie UR-I: 5211 - 6211- 7011- 7211 - 7711 (1991)
- Zetor Serie UR-I: 5245 - 6245 -7045 - 7245 - 7745 (1991)
- Zetor Crystal 8011 - 8045
- Zetor 1340 Turbo
- Zetor 10111 - 10145 (1993)
- Zetor 10211 - 10245
- Zetor 12211 - 12245
- Zetor 16145 Turbo
- Zetor ZT300

## Galerija
- Zetor 25.
- Zetor 25A.
- Zetor Super 50.
- Zetor 5245
- Zetor 7245
- Zetor Proxima
- Zetor Proxima Plus.
- Zetor Forterra.